# Vượt ngục
Vượt ngục là việc một tù nhân rời bỏ nhà tù bằng cách không chính thức hay bất hợp pháp. Thông thường, khi có vượt ngục, các nhà chức trách sẽ tìm cách bắt lại các tù nhân đã trốn chạy. Vượt ngục là một tội danh tại nhiều nơi, và những tù nhân vượt ngục thường sẽ bị bỏ tù lâu hơn, hay sẽ bị giam cầm kỹ hơn.